# Deinodon
Genre
Espèce
Deinodon est le nom attribué à des dents de Tyrannosauridés datant du Crétacé supérieur trouvées au Montana par le paléontologue Joseph Leidy en 1856. Ce sont les premiers restes de Tyrannosauridés à avoir été décrits.
Bien qu'il soit probable que ces dents fossilisées de dinosaures appartenaient à une espèce identifiée par la suite comme étant Gorgosaurus libratus, il est pratiquement impossible de distinguer les différentes espèces de Tyrannosauridés en fonction des caractéristiques dentaires seules, aussi Deinodon est aujourd'hui considéré comme un nomen dubium - un nom scientifique de peu d'utilité.

## Espèces
- Espèce type :
  - Deinodon horridus Leidy, 1856 ; nomen dubium incorporé dans Albertosaurus libratus.
- Autres espèces :
  - D. amplus (Marsh, 1892/Hay, 1902) ; nomen dubium incorporé dans Stygivenator amplus.
  - D. arctunguis (Parks, 1928/Kuhn, 1939) ; incorporé dans Albertosaurus arctunguis.
  - D. cristatus (Cope, 1877/Osborn, 1902) ; nomen dubium incorporé dans Troodon cristatus.
  - D. cristatus (Marsh, 1892/Hay, 1902) ; incorporé dans Stygivenator cristatus.
  - D. explanatus (Cope, 1876/Lambe, 1902) ; nomen dubium incorporé dans Paronychodon explanatus, aujourd'hui Dromaeosaurus explanatus ;
  - D. falculus (Cope, 1876/Osborn, 1902) ; nomen dubium incorporé dans Dromaeosaurus falculus.
  - D. grandis (Marsh, 1890/Osborn, 1916 = Ornithomimus grandis et Aublysodon grandis) ; nomen dubium.
  - D. hazenianus (Cope, 1877/Osborn, 1902 = Laelaps hazenianus et Dryptosaurus hazenianus) ; nomen dubium.
  - D. horridus (Leidy, 1856) ; incorporé dans Aublysodon mirandus.
  - D. incrassatus (Cope, 1876/Osborn, 1902 ; comprenant Laelaps incrassatus et Albertosaurus incrassatus) ; nomen dubium.
  - D. kenabekides (Hay, 1899/Olshevsky, 1995 = Dryptosaurus kenabekides) ; nomen dubium.
  - D. laevifrons (Cope, 1877/Osborn, 1902) ; nomen dubium incorporé dans Dromaeosaurus laevifrons.
  - D. lancensis (Gilmore, 1946, Kuhn, 1965) ; incorporé dans Nanotyrannus lancensis.
  - D. lancinator (Maleev, 1955/Kuhn, 1965) ; incorporé dans Jenghizkhan bataar or Tarbosaurus bataar.
  - D. lateralis (Cope, 1876/Hay, 1902; = Aublysodon lateralis et Dromaeosaurus lateralis) est un nomen dubium.
  - D. libratus (Lambe, 1914/Matthew and Brown, 1922) ; incorporé dans Gorgosaurus libratus.
  - D. novojilovi (Maleev, 1955/1964) ; incorporé dans Maleevosaurus novojilovi.
  - D. periculosus (Riabinin, 1930/Kuhn, 1965) ; incorporé dans Tarbosaurus periculosus.
  - D. sarcophagus (Osborn, 1905/Matthew and Brown, 1922) ; incorporé dans Albertosaurus sarcophagus.
  - D. sternbergi (Matthew and Brown, 1923/Kuhn, 1965) ; incorporé dans Gorgosaurus libratus.